# Calliderma emma
Calliderma emma är en sjöstjärneart som beskrevs av Gray 1847. Calliderma emma ingår i släktet Calliderma och familjen ledsjöstjärnor. Inga underarter finns listade i Catalogue of Life.